# Ordine libanese maronita
L'Ordine libanese maronita (in latino Ordo libanensis maronitarum) è un istituto di vita consacrata della Chiesa maronita: i membri dell'ordine, detti anche baladiti, pospongono al loro nome la sigla O.L.M.

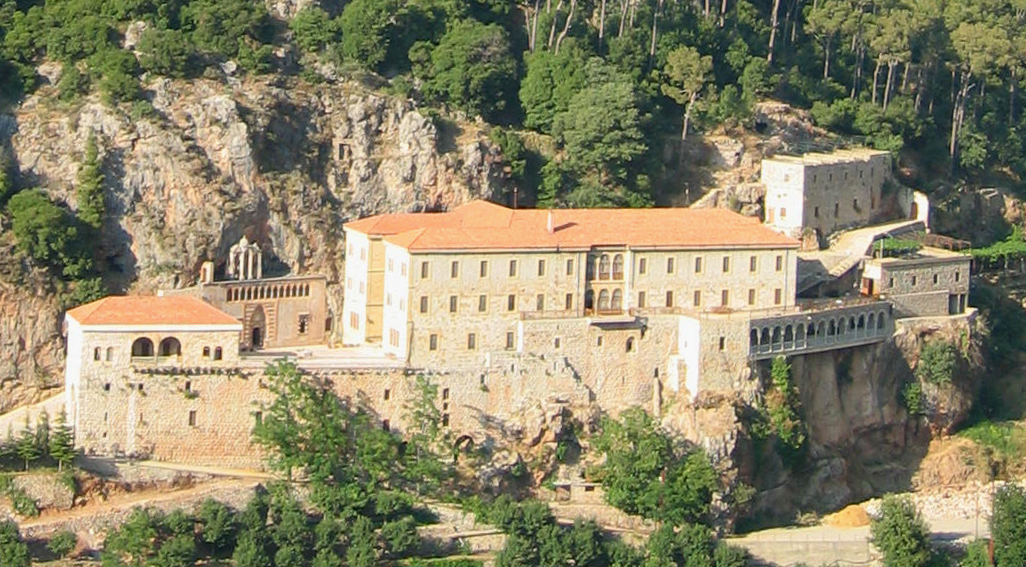

## Storia
È il più antico ordine della Chiesa cattolica di rito maronita. Ispirato al monachesimo antoniano, venne fondato da tre monaci di Aleppo (il diacono Gabriel Hawā e i laici 'Abdallah Qaraali e Youssef al-Betn) il 10 novembre del 1695, con l'appoggio del patriarca di Antiochia Stefano Douayhy († 1704).
In origine era chiamato Ordine aleppino libanese antoniano maronita.
La regola dei monaci venne riveduta e approvato da papa Clemente XII il 31 marzo 1732. Nel 1770 l'Ordine si divise in 2: l'Ordine maronita Mariamita e l'Ordine libanese maronita.

## Attività e diffusione

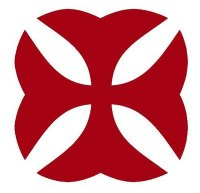

Al 31 dicembre 2005 l'ordine contava 71 monasteri e 368 religiosi, 268 dei quali sacerdoti.